# Pogibi
Pogibi (Russisch: Погиби) is een plaats in de gorodskoj okroeg van Ocha aan de westkust van het Russische eiland Sachalin. De plaats ligt in een moerassig gebied met veel meren, ten zuiden van het gelijknamige stroompje Pogibi, nabij haar monding in de Straat Nevelskoj bij de Kaap Pogibi, op de plek waar de Sachalintunnel zou moeten komen. Het was ooit een grote plaats, maar de meeste inwoners zijn sindsdien weggetrokken en bij de volkstelling van 2002 woonden er nog slechts 3 mensen. Er bevindt zich sinds 1932 een weerstation.
Vanuit de kaap lopen een aantal oliepijpleidingen naar het vasteland van kraj Chabarovsk. De plaats ligt erg geïsoleerd, maar kan wel per auto worden bereikt, al halen de inwoners hun spullen meestal van het vasteland; in de zomer per boot, in de winter per sneeuwscooter. Voor meer dringende zaken wordt gebruikgemaakt van een Antonov An-2. Er loopt een onverharde weg naar de oostkust, naar Dagi.
De naam van plaats en kaap was oorspronkelijk Pogebi (uit het Nvich), maar werd door katorgagevangenen verbasterd tot 'Pogibi' (van het woord 'pogibnoet'; "omkomen, vergaan, vernietigen").

## Bezienswaardigheden
Uit de periode van de tsaristische Sachalin-katorga bevindt zich nog een toren. Verder zijn er overblijfselen te zien van de aanleg van een spoorlijn tussen Pobedino en Pobedino voor de Sachalintunnel in de jaren 1950, die werd aangelegd door Goelagdwangarbeiders van ITL Bouwproject 506. Na de stopzetting van de bouw werden de bedrijven in de plaats gesloten en trok de bevolking weg.